# 益陽市
益陽市（えきよう-し）は、中華人民共和国湖南省に位置する地級市。

## 歴史
戦国時代は楚により黔中郡が置かれ、秦代には長沙郡が設置された。本格的な行政区としては漢初に荊州長沙郡の下に益陽県（県治は益水（現在の資水）の北）に置かれたのが始まりである。
南朝梁により薬山県（隋により沅江県と改称され）、北宋により安化県、清末により南洲直隷庁が設置されたが、府や州に相当する行政区の設置は行われなかった。
中華人民共和国建国直前の1949年8月、益陽専区が設置され益陽・安化・湘郷・寧郷・沅江・漢寿の各県を管轄するようになった。その後行政組織の改編を経て1953年4月に益陽市が省轄市として誕生、その後再度益陽専区（1968年に益陽地区に改称）されたが、1994年3月に地級市として益陽市が組織された。

## 地理
湖南省の北部に位置し、岳陽市・長沙市・婁底市・懐化市・常徳市に接する。主な河川は資江で、市域内で洞庭湖に流入している。

## 行政区画
2市轄区・1県級市・3県を管轄下に置く。
- 市轄区：
  - 赫山区・資陽区
- 県級市：
  - 沅江市
- 県： 
  - 南県・桃江県・安化県

| 益陽市の地図                            |
| --------------------------------------- |
| 資陽区 赫山区 南県 桃江県 安化県 沅江市 |

### 年表
この節の出典

#### 益陽専区(1949年-1952年)
- 1949年10月1日 - 中華人民共和国湖南省益陽専区が成立。益陽県・安化県・湘郷県・寧郷県・沅江県・漢寿県が発足。(6県)
- 1950年10月19日 - 益陽県の一部が分立し、益陽市が発足。(1市6県)
- 1952年2月16日 (1市9県)
  - 益陽県の一部が分立し、桃江県が発足。
  - 湘郷県の一部が分立し、双峰県が発足。
  - 安化県・湘郷県の各一部が邵陽専区邵陽県・新化県の各一部と合併し、漣源県が発足。
- 1952年11月13日 
  - 寧郷県が湘潭専区に編入。
  - 湘郷県・双峰県・漣源県が邵陽専区に編入。
  - 益陽市・益陽県・桃江県・安化県・沅江県・漢寿県が常徳専区に編入。

#### 益陽地区(1962年-1994年)
- 1962年10月30日 - 常徳専区益陽市・益陽県・桃江県・安化県・沅江県・南県・華容県、湘潭専区寧郷県を編入。益陽専区が成立。(1市7県)
- 1964年9月22日 - 華容県が岳陽専区に編入。(1市6県)
- 1970年 - 益陽専区が益陽地区に改称。(1市6県)
- 1983年2月8日 - 寧郷県が長沙市に編入。(1市5県)
- 1988年10月11日 - 沅江県が市制施行し、沅江市となる。(2市4県)
- 1994年4月7日 - 益陽地区が地級市の益陽市に昇格。

#### 益陽市
- 1994年4月7日 - 益陽地区が地級市の益陽市に昇格。(2区1市3県)
  - 益陽市・益陽県の各一部が合併し、資陽区が発足。
  - 益陽市の残部・益陽県の残部が合併し、赫山区が発足。

## 交通
鉄道
- 石長線（常徳市石門県 - 長沙市）

道路
- 長常高速道路

## 友好姉妹都市
- 南海郡、大韓民国 （2006年）
- ペタク・チクヴァ、イスラエル （2011年）